# Aérodrome d'Itumbiara
L'aéroport d'Itumbiara aussi appelé aéroport Francisco Vilela do Amaral (code IATA : ITR • code OACI : SBIT) est l'aéroport desservant la ville d'Itumbiara au Brésil.

## Historique
L'aéroport est dédié à l'aviation générale.

## Compagnies aériennes et destinations
Pas de vols réguliers à partir de cet aéroport.

## Accès
L'aéroport est situé à 7 km du centre-ville d'Itumbiara.